# Municipio de Tõrva
El municipio de Tõrva (estonio: Tõrva vald) es un municipio estonio perteneciente al condado de Valga.

## Localidades (población año 2011)
- Aitsra 14
- Ala 238
- Alamõisa 76
- Helme 167 p
- Holdre 54
- Hummuli 310 p
- Jeti 122
- Jõgeveste 142
- Kähu 36
- Kalme 102
- Karjatnurme 92
- Karu 7
- Kaubi 9
- Kirikuküla 115
- Koorküla 42
- Kulli 62
- Kungi 42
- Leebiku 99
- Linna 402
- Liva 19
- Lõve 55
- Möldre 85
- Patküla 196
- Piiri 92
- Pikasilla 99
- Pilpa 52
- Pori 55
- Puide 62
- Ransi 31
- Reti 54
- Riidaja 194
- Roobe 70
- Rulli 36
- Soe 54
- Soontaga 43
- Taagepera 108
- Tõrva 2,729 c
- Uralaane 25
- Vanamõisa 26
- Voorbahi 30[1]

(p: pueblo; c: ciudad; el resto son aldeas).